# Doctor Fate
Doctor Fate (cunoscut și sub numele de Fate) este numele unor supereroi care apar în benzi desenate americane publicate de DC Comics. Versiunea originală a personajului a fost creată de scriitorul Gardner Fox⁠(d) și artistul Howard Sherman, fiind introdusă pentru prima dată în More Fun Comics⁠(d) #55 din mai 1940. În încercarea de a revitaliza personajul, au existat numeroase personificări pe parcursul anilor, Doctor Fate fiind numele mai multor persoane din Universul DC⁠(d).
În continuitatea Universului DC, Doctor Fate a fost conceput inițial ca o forță a binelui de către Nabu⁠(d), o ființă cosmică asociată cu Lorzii Ordinii, Zeități mesopotamiene⁠(d), și inamicul principal al Lorzilor Haosului. De-a lungul timpului, Nabu a luptat împotriva dușmanilor săi prin intermediul unor ființe muritoare cărora le-a oferit puterile sale, primul dintre aceștia fiind Kent Nelson⁠(d), urmat de familia Strauss și alții. După renașterea The New 52⁠(d), DC Comics a prezentat o nouă personalizare a personajului sub forma lui Khalid Nassour⁠(d), nepotul lui Kent Nelson, ales de zeitățile egiptene⁠(d) și de arhangheli. După 2020, acesta a devenit mentor al partenerilor săi Stitch⁠(d) și Salem the Witch Girl.
Diverse reprezentări ale personajului Doctor Fate au apărut în seriale de televiziune, filme animate și jocuri video. Kent Nelson este cea mai întâlnită personificare a sa, fiind prezent în serialul Smallville, interpretat de Brent Stait⁠(d), și în filmul Black Adam din cadrul DC Extended Universe⁠(d), în care a fost interpretat de Pierce Brosnan. A apărut în serialul animat Tinerii justițiari sub diverse forme umane.

## Istoric

### Epoca de Aur
Personajul - reprezentat de Kent Nelson - apare pentru prima dată în revista de benzi desenate More Fun Comics #55 din mai 1940 în timpul Epocii de Aur a benzilor desenate. Acesta a fost creat de scriitorul Gardner Fox și artistul Howard Sherman, iar pe parcursul următorilor trei ani, cei doi au scris toate povestirile care îl aveau pe Doctor Fate ca personaj principal. Alter egoul și originile personajului sale au fost prezentate în More Fun Comics #67 din mai 1941. Benzile desenate din această perioadă au abordat și relația personajului cu Inza, cunoscută în Epoca de Aur sub numele de Inza Cramer, Inza Sanders, și Inza Carmer.
Într-un interviu despre crearea supereroului Doctor Fate, Gardner Fox a menționat că, deși costumul a fost dezvoltat de Sherman, casca a fost ideea sa, obiectul fiind modelat după căștile corintiene⁠(d) purtate de războinicii greci în Antichitate.
Când organizația Justice Society of America a fost creată pentru revista All Star Comics #3 din iarna anului 1940, Doctor Fate a fost unul dintre personajele utilizate de National Comics într-un crossover cu personajele publicate de All-American Publications⁠(d). Ultima sa apariție a fost în numărul 21 din vara anului 1944, în același timp cu încheierea povestirii sale din revista More Fun Comics # 98 (iulie-august 1944).

### Epoca de Argint
Cu excepția prezenței sale în echipele Justice Society of America/Justice League of America în revista Justice League of America publicată începând din 1963, Doctor Fate a apărut în alte povești din anii 1960 și 1970, inclusiv în două numere din Showcase⁠(d) #55–56 (alături de Hourman⁠(d)), în două numere din World's Finest Comics⁠(d) #201 (martie 1971) și #208 (decembrie 1971) alături de Superman, în The Brave and the Bold #156 (noiembrie 1979) alături de Batman și o poveste solo în 1st Issue Special⁠(d) #9 (decembrie 1975), scrisă de Martin Pasko⁠(d) și desenată de Walt Simonson⁠(d). Doctor Fate și ceilalți membri ai Justice Society apar din nou în All-Star Comics (1976) #58–74, Adventure Comics #461-462 în 1978 și Adventure Comics #466, ultima cuprinzând povestea desființării Justice Society din 1951. În această perioadă, numele personajului Inza Cramer este modificat.

### Epoca de Bronz
Originea lui Doctor Fate a fost repovestită în revista DC Special Series #10 și a continuat să apară pe parcursul deceniului în DC Comics Presents⁠(d) #23 (iulie 1980) și în The Flash #306 (februarie 1982) - #313 (septembrie 1982), cea din urmă fiind scrisă de Martin Pasko (ajutat de Steve Gerber⁠(d) la #310 - #313) și desenată de Keith Giffen⁠(d).